# 14463 Маккартер
14463 Маккартер (14463 McCarter) — астероїд головного поясу, відкритий 15 квітня 1993 року.
Тіссеранів параметр щодо Юпітера — 3,564.